# Гармаки
Гарма́ки — село в Україні, у Барській міській громаді Жмеринського району Вінницької області.

## Історія
В люстрації 1493 року село згадується як Станковичі.
1567 року село було спалене при нападі татарської орди.
Колись були Нові Гармаки і Старі Гармаки.
Король Сигизмунд Август надав навколишні землі Єнджею (Андрію) Терліковському та його нащадкам. Король Ян Казимір 1658 року підтверджує цей привілей на користь спадкоємця Терліковських Кшиштофа Кавецького. Далі Гармаки дісталися одному з його трьох синів — чернігівському підчашому Яну Кавецькому. Його дочка отримала Старі Гармаки у посаг при одруженні з Петром Хржонстовським. Їх син Станіслав Хржонстовський 1763 року продав маєтності Антонію Міхалу Дембовському — ротмістру народної кавалерії та червоногрудському хорунжому.
У 18 сторіччі в селі було збудовано палац, не дійшов до сучасності.
В часі Барської конфедерації Дембовський в ній брав активну участь, за це Гармаки у нього конфіскували, але згодом повернули назад. 1786 року два його сини — Юзеф і Фелікс Дембовські, поділи батьківський маєток, Гармаки з трьома навколишніми селами дісталися Юзефу.
В 1794 році всі маєтки Юзефа Дембовського конфіскували за участь у збройному повстанні Тадеуша Костюшки, Гармаки з околицями дісталися в російські руки.
В Старих Гармаках була дерев'яна Покровська церква — згоріла в 1798 році.
Племінник Юзефа Дембовського — Костянтин Дембовський, офіцер Ізмайлівського полку викупив Нові Гармаки з російських рук.
Згодом Дембовський підпоручиком уланів великого князя Костянтина, 1809 року покидає російське військо і переходить до гусарів Умінського, у чині полковника працює в штабі французького маршала Ніколя-Шарля Удіно.
Вавжинець (Лаврентій) Марчинський близько 1820 року писав, що Нові Гармаки, «село безлісне, у гарному місці, добре забудоване», було власністю генерала Е. Соколинського, 52 душі. Гармаки Старі були розділені між Кавецькими Яном, Андрієм та Ксаверієм, «125 душ».
1822 року на місці попередниці зведена мурована церква Івана Богослова в Нових Гармаках.
Протягом 1830-х років в Гармаках та сусідніх селах діяли повстанці Устима Кармалюка, Ілля Малярчук був цьому загоні.
Після реформи 1861-го року при розмежовуванні земель селяни Гармаків вимагали передати їм 200 десятин поміщицької землі, дізнавшись про відмову, селяни самі захопили землю, виорали та засіяли. Поміщик викликав поліцію, багатьох селян було покарано різками.
В 1866 році Гармаки отримала у спадок Ядвіга Вітославська, від неї — Зофія (Софія) з Вітославських Мержеєвська.

Палац в Гармаках. Зображення до Першої світової війни.

В жовтні 1923 року у селі засноване сільськогосподарське кооперативне товариство «Праця».
Під час другого голодомору у 1932–1933 роках, проведеного радянською владою, загинуло 8 осіб.
Згідно з переписом населення УРСР, населення села на початку 1970-х років становило 1712 людей.
В часі нацистсько-радянської війни в рядах Радянської армії воювало 340 жителів села.
На території села розташовувалася центральна садиба колгоспу, господарство мало в користуванні 3683 га землі, з них 2570 орної.
В селі діяло відділення радгоспу Ялтушківського цукрокомбінату.
В селі працювало дві бібліотеки, восьмирічна школа, медичний пункт, пологовий будинок.
12 червня 2020 року, відповідно до Розпорядження Кабінету Міністрів України № 707-р «Про визначення адміністративних центрів та затвердження територій територіальних громад Вінницької області», увійшло до складу Барської міської громади.
19 липня 2020 року, в результаті адміністративно-територіальної реформи та ліквідації Барського району, село увійшло до складу Жмеринського району.

## Видатні уродженці
- Яків Байда-Голюк (1895—1963) військовий діяч, активний учасник антибільшовицького повстанського руху в Україні у 1918—1925. Соратник отамана Якова Гальчевського. Сотник Армії УНР.
- Заєць Василь Анатолійович —український військовик, учасник російсько-української війни[4]
- Ніколаєв Вадим Юрійович (1999—2023) — старший солдат Національної гвардії України. Учасник російсько-української війни.
- Теперчук Олександр Васильович (15.12.1987 — *.02. 2023) — солдат ЗСУ. Учасник російсько-української війни. Похований в селі Красносілка 28.02.2023.[5]
- Тхір Сергій Тодосійович (10.05.1969 — листопад 2022) — сержант ЗСУ, учасник російсько-української війни[6]
- Свйонтек Михайло Юрійович (28.05.2001 - травень 2022) — старший солдат кулеметник 2-го відділення 1-го взводу оперативного призначення 1-і роти оперативного призначення 2-го батальйону оперативного призначення окремого загону спеціального призначення «АЗОВ». Учасник російсько-української війни.

## Економіка
В сучасному селі розвинено приватний зелений туризм.
Працює колективне сільське господарство «Надія», селянські фермерські господарства «Галинка», «Ян», «Нептун».

## Освіта
Функціонує загальноосвітня школа I-II ступенів.

## Релігія
Свято-Іоано-Богословський храм села належить до УПЦ МП.

## Пам'ятки
У селі є пам'ятки:
- Пам'ятник 169 воїнам-односельчанам, загиблим на фронтах Німецько-радянської війни[7], 1981. Пам'ятка розташована біля клубу.